# 麥格尼斯鎮區 (阿肯色州獨立縣)
麥格尼斯鎮區（英語：Magness Township）是位於美國阿肯色州獨立縣的一個行政鎮區。

## 地方資料
麥格尼斯鎮區的面積為37.87平方千米，當中陸地面積為36.38平方千米，而水域面積為1.49平方千米。根據2010年美國人口普查的數據，當地共有人口456人，而人口密度為每平方千米12.04人。